# Hispasat 36W-1
O Hispasat 36W-1, anteriormente conhecido como Hispasat AG1, é um satélite de comunicação geoestacionário espanhol que foi construído pela OHB-System AG. Ele está localizado na posição orbital de 36 graus de longitude oeste e é operado pela Hispasat. O satélite é baseado na plataforma LUXOR bus e sua expectativa de vida útil é de 15 anos.

## História
Em maio de 2008 a ESA e a Hispasat AS (Espanha) assinaram uma autorização preliminar para avançar o desenvolvimento do Small GEO Mission Hispasat AG1 (HAG1, Hispasat Advanced Generation 1). Isto deu partida as atividades iniciais de um consórcio industrial liderado pela Hispasat.
A assinatura ocorreu na presença de representantes da Agência Espacial Alemã (DLR), a delegação espanhola, a ESA (CDTI) e a OHB-System AG.
O Programa Small GEO visa o desenvolvimento de um propósito geral com uma plataforma de satélite geoestacionária pequena, o que permite à indústria europeia para competir efetivamente no mercado das telecomunicações comercial para pequenas plataformas.
Para atingir este objetivo, a ESA criou um elemento em seu Programa ARTES (Pesquisa Avançada em Sistemas de Telecomunicações). Este elemento conhecido como ARTES 11, é dividido em duas partes. A primeira parte abrange o desenvolvimento de uma plataforma de apoio a uma massa de carga útil de até 300 kg, a demanda de energia da carga útil de até 3 kW, e um tempo de vida operacional de até 15 anos. A segunda parte, o objetivo da autorização preliminar para prosseguir que foi assinada posteriormente, envolvia o desenvolvimento e lançamento de um satélite Small GEO e da missão associada a fornecer qualificação de voo e demonstração em órbita para a plataforma.
O satélite resultante, o Hispasat 36W-1, servirá como um ativo importante e distintivo da frota de satélites da Hispasat com:
- A capacidade de comunicação de até 24 transponders em banda Ku e três transponders em banda Ka.

- Uma carga altamente inovadora, Redsat, liderada pela indústria espanhola.

A carga útil Redsat inclui um Array Irradiando direto ativo (DRA) antena fornecendo quatro feixes reconfiguráveis uplink em banda Ku e um processador avançado on-board oferecendo quatro canais regenerativas de 36 MHz.
Com isso, a Hispasat, operadora lidere os mercados de língua espanhola e portuguesa, alcança a capacidade de fornecer tecnologias inovadoras da Europa para a área comercial de satélite de telecomunicações levando à exploração de serviços avançados.
Para desenvolver a missão, a Hispasat construiu a equipe industrial necessário para implementar todos os elementos do programa. A OHB-System AG atuou como o construtor principal do satélite. A TESAT GmbH (Alemanha) forneceu o Payload Prime e foi responsável pela integração do Repeater Transparente (produzido pela TESAT) e a carga Redsat. O desenvolvimento da carga Redsat foi liderado pela Thales Alenia Space, que coordenou um grupo de empresas, principalmente espanholas. A Thales Alenia Space foi responsável pelo processador on-board e a EADS CASA (Espanha) ficou responsável pelas antenas refletoras e DRA.

## Lançamento
O satélite foi lançado em 27 de janeiro de 2017 às 22:03:34, horário local de Kourou, por meio de um veiculo Soyuz-STB/Fregat-MT, a partir do Centro Espacial de Kourou, na Guiana Francesa. Com uma massa de lançamento de 3.200 kg.

## Capacidade
O Hispasat 36W-1 está equipado com 24 transponders em banda Ku, 3 em banda Ka e uma carga útil de REDSAT.